# Sumed
Sumed – egipski rurociąg o długości 320 km, łączący port Ajn Suchna nad czerwonomorską Zatoką Sueską z portem w Aleksandrii nad Morzem Śródziemnym, którym przepływa dziennie 2,5 mln baryłek ropy. Rurociąg przesyła ok. 115 mln ton ropy rocznie, czyli 20% jej konsumpcji w Europie. Nazwa pochodzi od angielskiego od pierwszych liter Suez (Sueski) i Medditerraneen (Śródziemnomorski).
Rurociąg składa się z dwóch równoległych nitek przesyłowych o średnicy 42 cali, które należą w połowie do państwowej egipskiej kompanii EGPC oraz kompanii: saudyjskiej Saudi Aramco (15%), ADNOC ze Zjednoczonych Emiratów Arabskich (15%), katarskiej OGPC (5%) i trzech spółek kuwejckich (każda po 5%).
Ropę wypompowuje się z wielkich tankowców – które ze względu na swoje gabaryty nie mogą przepłynąć przez pobliski Kanał Sueski – w porcie nad Zatoką Sueską, a następnie przesyła się ją do śródziemnomorskiego portu, gdzie jest przepompowywana na inne tankowce.